# Anaëlle Roulet
Pour les articles homonymes, voir Roulet.
Anaëlle Roulet (née le 19 février 1996 à La Roche-sur-Yon) est une nageuse paralympique française qui participe à des épreuves de niveau international, elle nage le dos crawlé et la nage libre.

## Carrière
Elle est deux fois médaillée d'argent mondiale et deux fois médaillée de bronze européenne. Elle a également participé deux fois aux Jeux paralympiques mais n'a pas remporté de médaille,.

## Palmarès

### Compétitions internationales
| Épreuve              | Date | Compétition                | Lieu       | Résultat                   |
| -------------------- | ---- | -------------------------- | ---------- | -------------------------- |
| 100 m dos S10        | 2024 | Championnats d'Europe      | Funchal    | Médaille de bronze, Europe |
| 100 m dos S10        | 2023 | Championnats du monde      | Manchester | Médaille de bronze, monde  |
| 100 m dos S10        | 2022 | Championnats du monde      | Funchal    | Médaille d'argent, monde   |
| 100 m dos S10        | 2021 | Jeux paralympiques de 2020 | Tokyo      | 5e                         |
| 100 m dos S10        | 2021 | Championnats d'Europe      | Funchal    | Médaille d'argent, Europe  |
| 400 m nage libre S10 | 2021 | Championnats d'Europe      | Funchal    | Médaille de bronze, Europe |
| 100 m dos S10        |      |                            |            |                            |
| 100 m dos S10        |      |                            |            |                            |

## Vie personnelle
Roulet est né avec une jambe inférieure droite sous-développée et souffre de scoliose.